# No One Mourns the Wicked
No One Mourns the Wicked (Nessuno piange i perfidi) è una canzone del musical Wicked di Stephen Schwartz (vincitore del Grammy Award). Fu interpretata originariamente a Broadway da Kristin Chenoweth (Glinda), Joel Grey (il Mago di Oz e amante della madre), Christy Cates (madre di Elphaba), Sean McCaourt (padre di Elphaba) e da tutta l'ensemble dei cittadini di Oz in festa.

## Contesto
Il brano è la prima canzone del musical, con breve preludio musicale che funge da ouverture.
I cittadini di Oz sono in festa a causa della morte della malvagia Strega dell'Ovest, quando appare Glinda, arrivata per assicurare gli abitanti dell'avvenuto decesso della strega.
Glinda, inoltre, avendola conosciuta, spiega ai presenti che Elphaba, la strega, non avrebbe potuto avere una vita facile, a causa della propria pelle verde. Ciò è dovuto al fatto che mentre sua madre era incinta abbia avuto una relazione con un uomo misterioso (il mago di Oz) che le aveva dato da bere un elisir verde.
La canzone viene ripresa varie volte nel corso dello spettacolo: nel finale del primo atto (Defying Gravity), nell'entr'acte, As Long as You're Mine, No Good Deed e nel finale (che coincide cronologicamente con l'inizio).

## Sviluppo
Stephen Schwartz ha raccontato che No One Mourns the Wicked è la seconda canzone che ha composto per il musical, dopo Making Good (canzone eliminata nell'edizione finale).
Inizialmente il numero doveva essere cantato dallo Spaventapasseri; infatti il ruolo di Glinda era notevolmente più breve di quello che avrebbe realmente avuto, mentre il personaggio dello Spaventapasseri avrebbe dovuto acquisire maggior importanza.
Tuttavia, quando Kristin Chenoweth si unì al progetto, Schwartz fu talmente colpito dalle capacità della cantante che riscrisse il ruolo di Glinda basandosi apposta sulla tonalità da soprano della Chenoweth, dando così maggior importanza al personaggio, rendendola protagonista.

## Versione diWicked
No One Mourns the Wicked è stata riproposta nella prima parte del dittico di trasposizione cinematografica di Wicked, rilasciata il 22 novembre 2024, lo stesso giorno della colonna sonora Wicked: The Soundtrack.
Il brano è qui interpretato da Ariana Grande (Glinda), Jeff Goldblum (il Mago di Oz e amante della madre di Elphaba), Sharon D. Clarke (madre di Elphaba) e da tutta l'ensemble dei cittadini di Oz in festa.

### Classifiche
| Classifica (2024) | Posizione massima |
| ----------------- | ----------------- |
| Stati Uniti       | 86                |